# Stephen Boyd
Stephen Boyd, geboren als William Miller (Glengormley, 4 juli 1931 – Northridge (Californië), 2 juni 1977), was een Brits acteur.

## Levensloop en carrière
Boyd werd geboren in Noord-Ierland. Zijn eerste filmrol speelde hij in 1955. Les Bijoutiers du clair de lune uit 1957 met Brigitte Bardot maakte hem bekend bij het grote publiek. In 1959 speelde hij in The Best of Everything. Zijn grootste rol uit zijn carrière was echter die van de Romeinse tribuun Messala in Ben-Hur. Een gelijkaardige rol speelde hij in The Fall of the Roman Empire uit 1964. In totaal trad hij in bijna 40 films op.
Boyd, die tweemaal getrouwd was en een gepassioneerd golfspeler was, overleed in 1977 op 45-jarige leeftijd aan een hartaanval.

## Beknopte filmografie
- The Man Who Never Was, 1956
- Les Bijoutiers du clair de lune, 1957
- The Best of Everything, 1959
- Ben-Hur, 1959
- The Fall of the Roman Empire, 1964
- Fantastic Voyage, 1966

- Biblioteca Nacional de España: XX1167712
- Bibliothèque nationale de France: cb146598512 (data)
- Gemeinsame Normdatei: 129722820
- International Standard Name Identifier: 0000 0001 1468 4288
- Library of Congress Control Number: n87860093
- Nationale Bibliotheek van Tsjechië: xx0150932
- Nationale bibliotheek van Australië: 35384910
- Nationale Bibliotheek van Israël: 987007352985405171
- Nederlandse Thesaurus van Auteursnamen: 074638327
- Istituto Centrale per il Catalogo Unico: UBOV487484
- SNAC: w6z17vnc
- Système universitaire de documentation: 069474605
- Trove: 933750
- Virtual International Authority File: 17485956
- WorldCat: E39PBJrwXTghPDyJPDqtrmK68C